# Sue Shelton White
Sue Shelton White chiamata Miss Sue, (Hendersonville, 25 maggio 1887 – Alexandria, 6 maggio 1943) è stata un avvocato, attivista e femminista statunitense, che prestò servizio come leader nazionale del movimento per il suffragio femminile, membro delle Silent Sentinels ed editrice di The Suffragist.

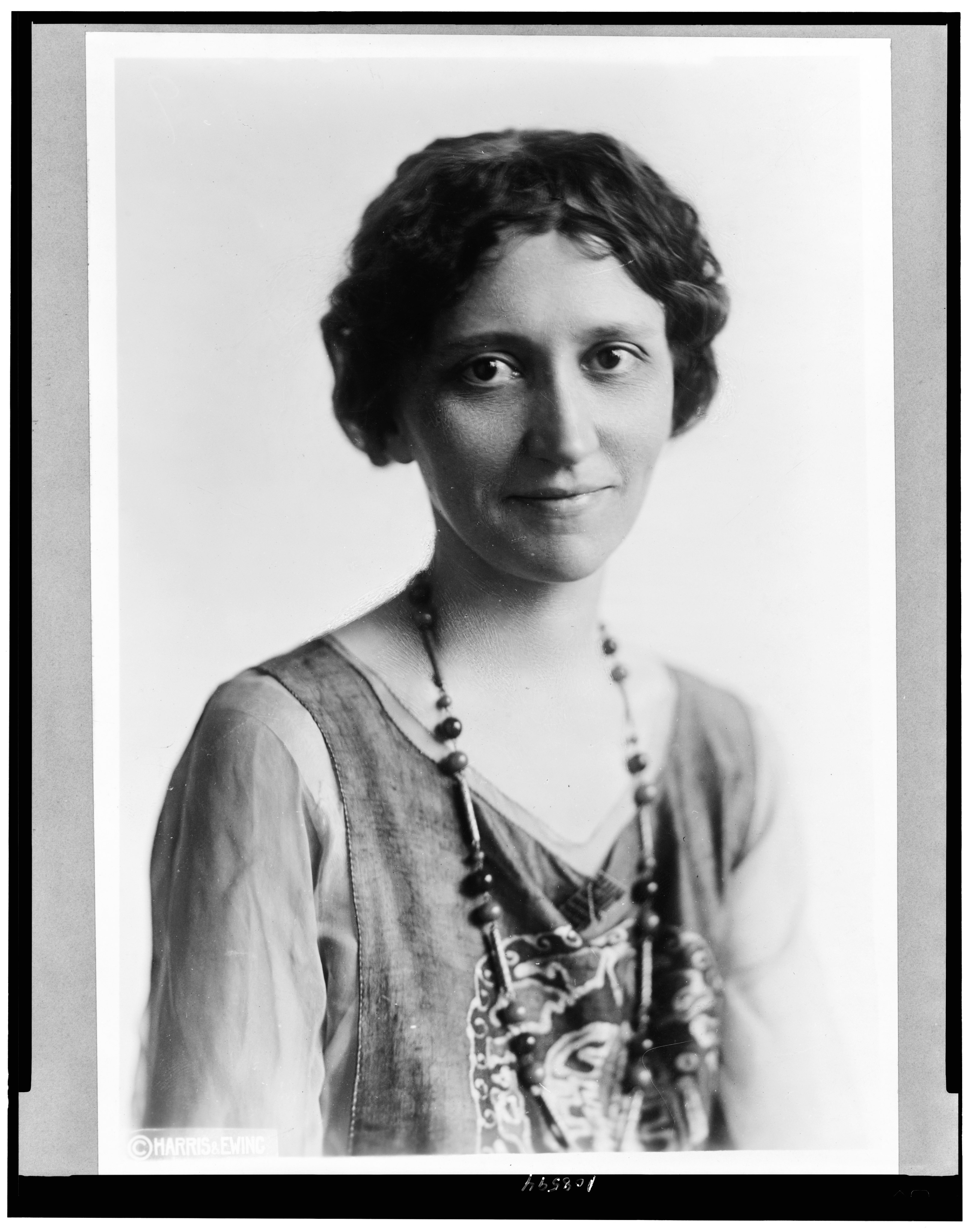
Miss Sue S. White, ritratto testa e spalle

Gli ufficiali del National Woman's Party si riuniscono a Washington per completare i piani per le cerimonie di inaugurazione

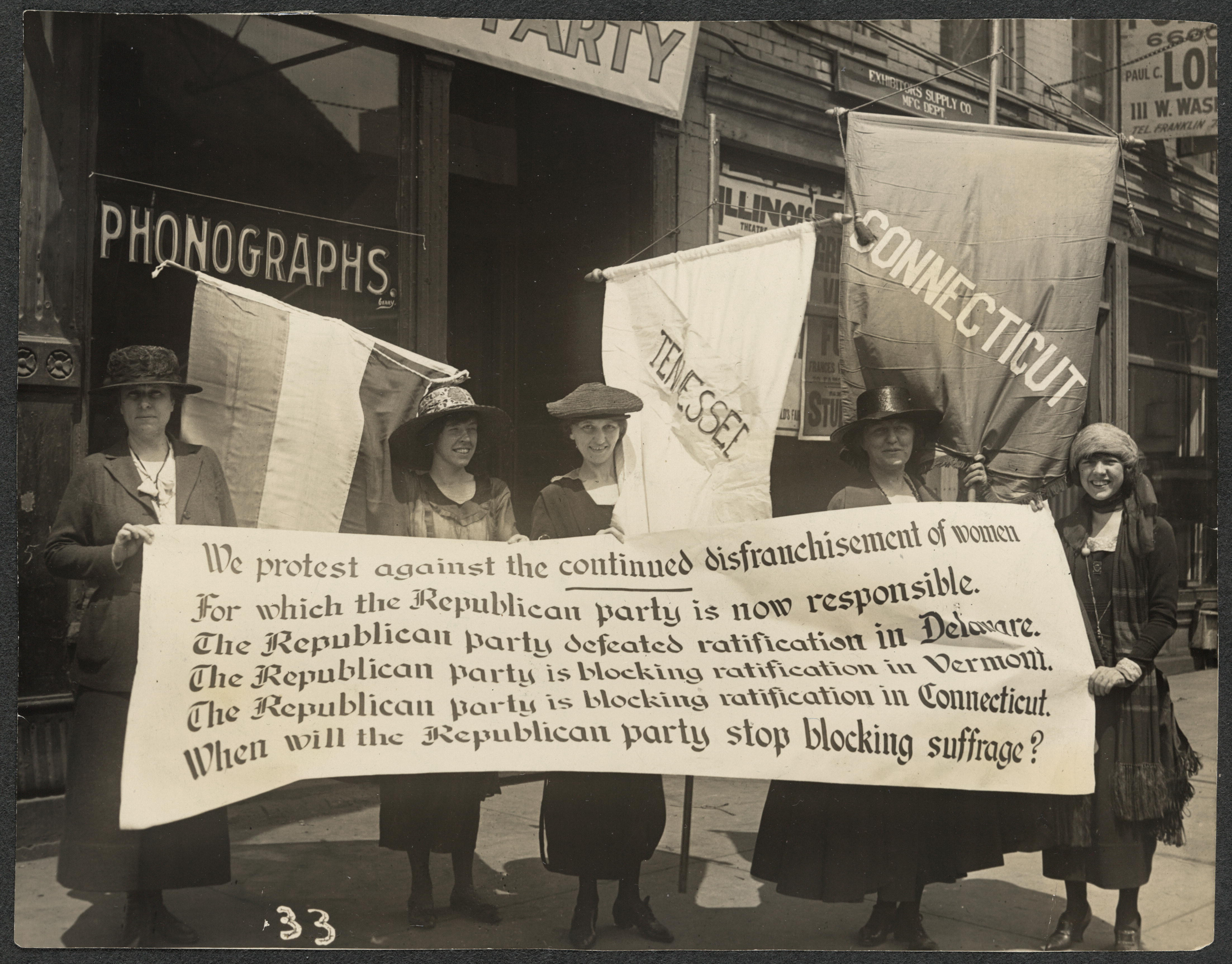
Membri del partito che picchettano la convenzione repubblicana

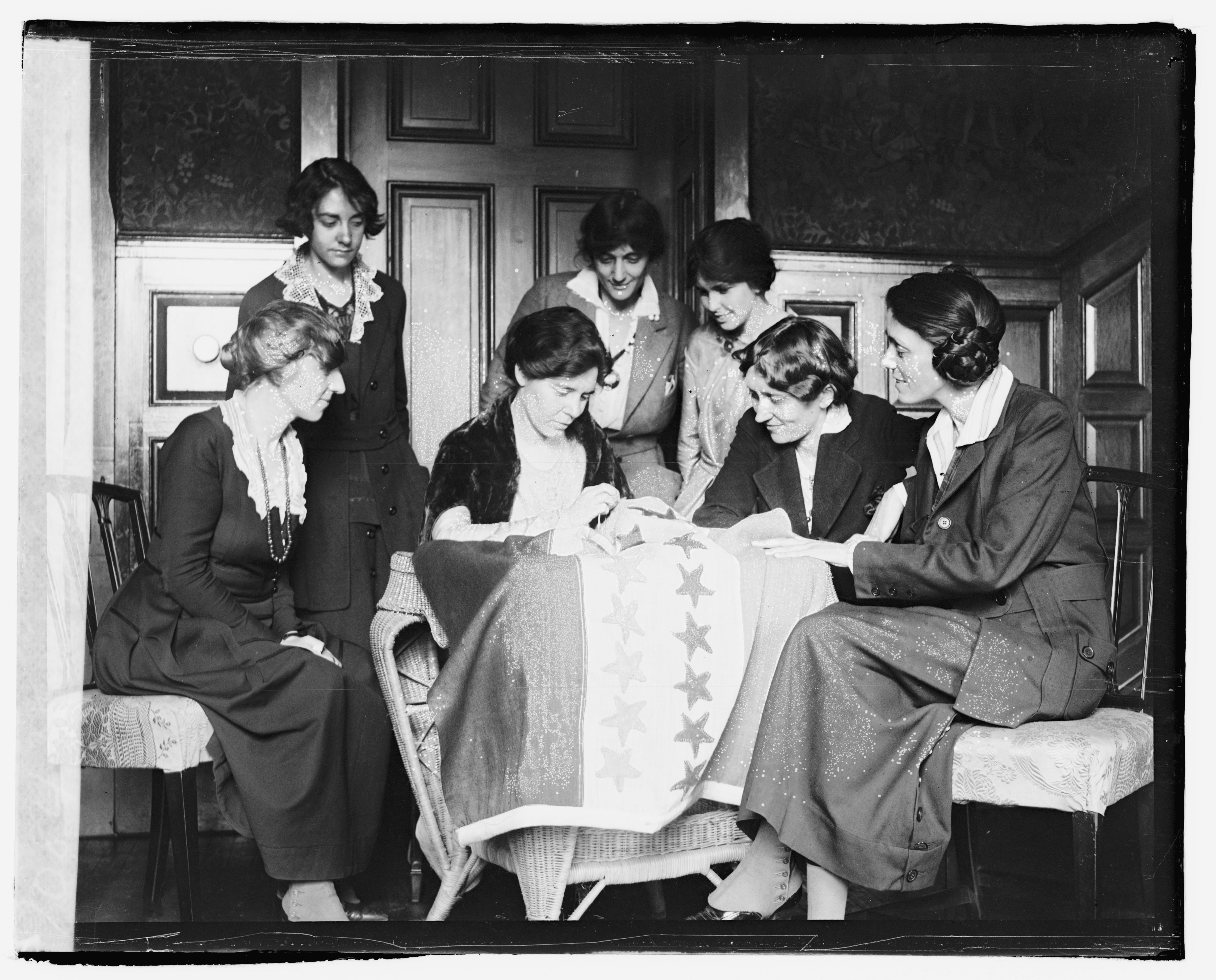
Stelle da cucire sulla bandiera del suffragio

Nel 1918 la White divenne presidente del National Woman's Party. Con l'approvazione del diciannovesimo emendamento alla costituzione degli Stati Uniti tornò a casa per aiutare a ottenere la ratifica del Tennessee. Nel 1920 la White tornò a Washington, lavorando come segretaria amministrativa del senatore statunitense Kenneth McKeller, mentre frequentava il Washington College of Law dove conseguì una laurea in giurisprudenza nel 1923. Divenne capo consulente per la Social Security Administration.

## Storia
Sue Shelton White nacque il 25 maggio 1887 a Henderson, nel Tennessee, quarta di sei figli di James Shelton White e Mary Calista (Swain) White. Suo padre, avvocato e ministro metodista, morì quando lei aveva nove anni e sua madre lavorò per sostenere la famiglia, insegnando pianoforte a bambini bianchi e neri, dando lezioni di canto e scrivendo per il giornale locale. Quando lei aveva 14 anni sua madre morì e lei andò a vivere con sua zia, Sue White Tarver. A sedici anni seguì un corso di formazione per insegnanti presso il Georgia Robertson Christian College (ora Freed-Hardeman University) e l'anno successivo (1904-1905) frequentò il West Tennessee Business College. Iniziò la sua carriera come stenografa e impiegata per la Southern Engine and Boiler Works a Jackson, nel Tennessee, ma veniva scoraggiata dai suoi datori di lavoro nell'imparare il mestiere. Quando sua sorella, Lucy White, si dimise nel 1907 come reporter del tribunale per la Corte Suprema del Tennessee a Jackson, lei accettò il lavoro, che mantenne fino al 1918. Aprì anche la sua attività di stenografia.

## Suffragetta
La White si unì al movimento per il suffragio femminile nel 1912. Inizialmente era attiva nella moderata Tennessee Equal Suffrage Association (un'affiliata della National American Woman Suffrage Association) e fu eletta segretaria di registrazione per quell'organizzazione nel 1913, posizione che mantenne per cinque anni. Durante quel periodo, affinò le sue capacità di parlare in pubblico, scrisse articoli di giornale, pubblicò atti di convegni e organizzò la sede dell'associazione a Nashville. Nel 1917 fece pressioni per una legge in tutto lo stato che garantisse alle donne il diritto di voto alle elezioni municipali e presidenziali. Nel 1918 aiutò a riconciliare due fazioni del movimento per il suffragio femminile del Tennessee, creando la Tennessee Woman Suffrage Association.
Gradualmente concluse che il National Woman's Party più radicale di Alice Paul e Lucy Burns, il cui tour di conferenze nel Tennessee di Maud Younger aveva contribuito a facilitare, sosteneva politiche e metodi che sarebbero stati più efficaci. Entrò a far parte del NWP nel 1918, divenne presidente della sezione del Tennessee e si trasferì a Washington, dove diresse il giornale dell'organizzazione, The Suffragist.
Con altri membri del NWP attirò l'attenzione nazionale quando il 19 febbraio 1919 tennero l'ultima delle loro serie di dimostrazioni delle Silent Sentinels davanti alla Casa Bianca e bruciarono un'effigie di carta del presidente Woodrow Wilson, che lei e Mrs. Gabrielle Harris fecero cadere nel fuoco. Lo fecero per protestare contro la mancanza di energia di Wilson nel fare pressioni sui senatori ribelli del suo stesso partito. La White, con altre, fu arrestata e incarcerata. Dopo il suo rilascio, lei ed altri come lei noleggiarono un vagone ferroviario chiamarono "Prison Special", che girò gli Stati Uniti per mantenere ben viva la questione del suffragio davanti al pubblico.
Dopo che il Congresso ebbe approvato il XIX emendamento il 4 giugno 1919, la White tornò a casa per aiutare con lo sforzo di ratifica nel Tennessee. Nell'agosto 1920 l'emendamento era stato ratificato da 35 stati; per entrare nella Costituzione, l'emendamento avrebbe dovuto essere ratificato da un altro stato. Otto stati del sud avevano già sconfitto l'emendamento, rendendo il Tennessee un importante campo di battaglia. Era compito della White condurre la campagna di ratifica del National Woman's Party nel Tennessee, lavorando in collaborazione con i leader del suffragio statale e NAWSA per fare pressione sul governatore affinché convocasse una sessione speciale per affrontare la ratifica e fare pressioni su 132 membri della legislatura. Stabilì il quartier generale del NWP nel centro di Nashville, organizzò il personale sul campo, tra cui Anita Pollitzer, Bett Gram e Catherine Flanagan ed intervistò regolarmente i legislatori. Le fu attribuito il merito di aver convinto il presidente della Camera del Tennessee Seth Walker a sostenere la ratifica, ma vide quel sostegno svanire quando Walker decise di guidare l'opposizione all'emendamento in aula. Quando il sostegno all'emendamento diminuì, la White annunciò che avrebbe rivelato i nomi di qualsiasi delegato che avesse ritirato il proprio sostegno dopo essersi impegnato a ratificare l'emendamento. Dopo molte manovre politiche da parte di suffragette e anti-suffragette, il Tennessee ratificò il XIX emendamento per un solo voto il 18 agosto 1920.

## Dopo il 19° emendamento
Durante il suo periodo di lavoro per approvare il XIX emendamento, la White fu anche impegnata in diverse altre organizzazioni politiche e movimenti di riforma. Durante la prima guerra mondiale prestò servizio nella divisione del Tennessee del Comitato delle donne del Consiglio nazionale di difesa degli Stati Uniti. Entrò a far parte del Southern Sociological Congress per affrontare le questioni sociali nel sud e lavorò per ottenere il sostegno statale per i ciechi nel Tennessee, prestando servizio come segretaria esecutiva della Tennessee Commission for the Blind nel 1918. Redasse anche la legislazione nel Tennessee, compresa la prima legge sulla proprietà della donna sposata, legge sulla pensione della madre e legge sulla pensione di vecchiaia.
Dal 1920 al 1926 prestò servizio come segretaria amministrativa dirigendo l'ufficio di Washington del senatore statunitense del Tennessee Kenneth McKeller. Nel 1923 si laureò in giurisprudenza presso il Washington College of Law. Tre anni dopo tornò a Jackson come primo avvocato donna della città e lavorò per il suo studio legale, Anderson e White.
Nel 1928 lavorò con la divisione del Midwest del Comitato Nazionale Democratico. Su richiesta di Eleanor Roosevelt, contribuì anche a organizzare una Tennessee Business and Professional Women's League per Alfred E. Smith.
Lavorò nella campagna presidenziale del 1932 di Franklin Delano Roosevelt e dal 1934, quando si trasferì a Washington, DC, ha ricoperto una serie di incarichi nel New Deal, culminati nel suo ruolo di consigliere principale della Social Security Administration.
Dopo una lunga battaglia contro il cancro, la White morì il 6 maggio 1943 ad Alexandria, in Virginia, nella casa che condivideva con Florence Armstrong, la sua compagna di lunga data.

## Tributi
Il 26 agosto 2016, nell'ambito della Giornata dell'uguaglianza delle donne, fu svelato un monumento di Alan LeQuire nel Centennial Park in Nashville, con raffigurazioni della White, di Carrie Chapman Catt, Anne Dallas Dudley, Abby Crawford Milton e Juno Frankie Pierce.
C'è un busto della White di Wanda Stanfill al Jackson City Hall Plaza; fa parte del Tennessee Woman Suffrage Heritage Trail ed è stato inserito come parte della celebrazione del centenario del XIX emendamento.

Il Sue Shelton White Award viene assegnato ogni anno "a un eccezionale avvocato del Tennessee occidentale che è sia un attivista della comunità che lavora per creare o modificare la legislazione, per migliorare la vita di donne e bambini nello stato del Tennessee".